# Dahlia imperialis
Dahlia imperialis là một loài thực vật có hoa trong họ Cúc. Loài này được Roezl ex Ortgies mô tả khoa học đầu tiên năm 1863.